# شيزازيبي (كيبك)
شيزازيبي (بالإنجليزية: Chisasibi, Quebec)‏ هي أرض محجوزة كري تقع في كندا في Eeyou Istchee. يقدر عدد سكانها بـ 3,972 نسمة .

## المناخ
يظهر الجدول التالي التغييرات المناخية على مدار السنة لشيزازيبي:
| البيانات المناخية لـشيزازيبي      | البيانات المناخية لـشيزازيبي | البيانات المناخية لـشيزازيبي | البيانات المناخية لـشيزازيبي | البيانات المناخية لـشيزازيبي | البيانات المناخية لـشيزازيبي | البيانات المناخية لـشيزازيبي | البيانات المناخية لـشيزازيبي | البيانات المناخية لـشيزازيبي | البيانات المناخية لـشيزازيبي | البيانات المناخية لـشيزازيبي | البيانات المناخية لـشيزازيبي | البيانات المناخية لـشيزازيبي | البيانات المناخية لـشيزازيبي |
| الشهر                             | يناير                        | فبراير                       | مارس                         | أبريل                        | مايو                         | يونيو                        | يوليو                        | أغسطس                        | سبتمبر                       | أكتوبر                       | نوفمبر                       | ديسمبر                       | المعدل السنوي                |
| --------------------------------- | ---------------------------- | ---------------------------- | ---------------------------- | ---------------------------- | ---------------------------- | ---------------------------- | ---------------------------- | ---------------------------- | ---------------------------- | ---------------------------- | ---------------------------- | ---------------------------- | ---------------------------- |
| متوسط درجة الحرارة الكبرى °م (°ف) | −17.5 (0.5)                  | −15.6 (3.9)                  | −9.1 (15.6)                  | −0.1 (31.8)                  | 7.1 (44.8)                   | 14.1 (57.4)                  | 17.4 (63.3)                  | 15.9 (60.6)                  | 11.7 (53.1)                  | 5.5 (41.9)                   | −1.8 (28.8)                  | −10.8 (12.6)                 | 0.6 (33.1)                   |
| المتوسط اليومي °م (°ف)            | −23.3 (−9.9)                 | −22.0 (−7.6)                 | −15.8 (3.6)                  | −5.7 (21.7)                  | 2.3 (36.1)                   | 8.8 (47.8)                   | 12.3 (54.1)                  | 11.5 (52.7)                  | 7.9 (46.2)                   | 2.5 (36.5)                   | −4.8 (23.4)                  | −15.2 (4.6)                  | −4.3 (24.3)                  |
| متوسط درجة الحرارة الصغرى °م (°ف) | −29.0 (−20.2)                | −28.2 (−18.8)                | −22.4 (−8.3)                 | −11.0 (12.2)                 | −2.6 (27.3)                  | 3.3 (37.9)                   | 7.1 (44.8)                   | 7.1 (44.8)                   | 4.2 (39.6)                   | −0.3 (31.5)                  | −7.7 (18.1)                  | −19.6 (−3.3)                 | −9.2 (15.4)                  |
| الهطول مم (إنش)                   | 25.1 (0.99)                  | 21.4 (0.84)                  | 26.0 (1.02)                  | 20.7 (0.81)                  | 32.7 (1.29)                  | 45.7 (1.80)                  | 77.3 (3.04)                  | 66.2 (2.61)                  | 64.9 (2.56)                  | 66.4 (2.61)                  | 63.1 (2.48)                  | 46.2 (1.82)                  | 585.8 (23.06)                |
| المصدر: worldclimate.com          |                              |                              |                              |                              |                              |                              |                              |                              |                              |                              |                              |                              |                              |